# Fabio Mini
Fabio Mini (Manfredonia, 11 de dezembro de 1942) é um soldado e ensaísta italiano, ex-comandante da OTAN da missão KFOR no Kosovo de 2002 a 2003.
Depois de estudar na Academia Militar de Modena e na Escola de Aplicação de Turim, formou-se em Ciências Estratégicas e depois especializou-se em humanidades na Universidade Lateranense e em Negociação Internacional na Universidade de Trieste. De 1979 a 1981 foi designado nos Estados Unidos para a 4ª Divisão de Infantaria em Fort Carson, Colorado (4ª Divisão de Infantaria Mecanizada), onde foi Oficial Encarregado de Planos e Operações (G3), Segundo em Comando dos Exercícios e Avaliações Divisão (EED) e Chefe da Divisão de Exercícios e Avaliação/Centro de Simulação de Combate.
Entre as suas diversas funções, foi porta-voz do Chefe do Estado-Maior do Exército Italiano e, de 1993 a 1996, serviu como adido militar em Pequim. Ele também dirigiu o Instituto Superior de Estado-Maior das Forças Conjuntas (ISSMI).
General do Exército, foi chefe do Estado-Maior do Comando da NATO para o Sul da Europa e, a partir de Janeiro de 2001, chefiou o Comando de Operações das Forças Conjuntas nos Balcãs. De Outubro de 2002 a Outubro de 2003 foi comandante das operações de paz lideradas pela NATO, no cenário de guerra no Kosovo no âmbito da missão KFOR (Força do Kosovo).
Comentarista de questões geopolíticas e estratégia militar, escreve para Limes, la Repubblica, l'Espresso e il Fatto Quotidiano desde 2015; é membro da Comissão Científica da revista Geopolitica e é autor de vários livros.
Crítico da estratégia ocidental de apoio à Ucrânia, invadida pela Rússia em 2022, também foi acusado, no passado, de ser um defensor da teoria do chemtrail, já que em 2012 se tinha definido como interessado em investigar o fenómeno como forma de guerra ambiental. Por sua vez, ele rejeitou essas acusações em um artigo no Il Fatto Quotidiano de junho de 2022, com a afirmação “Não sou fã de chemtrails [...]”.